# Cavalese
Cavalese (Gaßlöss en allemand)  est une commune italienne d'environ 4 000 habitants située dans la province autonome de Trente (Trient en allemand), dans la région du Trentin-Haut-Adige (en allemand, Trentin-Südtirol), dans le Nord-Est de l'Italie.

## Histoire
- Jusqu'en 1918, la ville de Cavalese fait partie de la monarchie autrichienne (empire d'Autriche), puis Autriche-Hongrie (Cisleithanie après le compromis de 1867), chef-lieu du district de même nom, l'un des 21 Bezirkshauptmannschaften dans la province du Tyrol[2].

- En mars 1976, la chute de la cabine du téléphérique du Cermis, au-dessus de Cavalese, cause la mort de 42 personnes.

- Le 3 février 1998, un EA-6B du VMAQ-2 de la base d'Aviano en Italie provoque la catastrophe du téléphérique de Cavalese, en sectionnant les câbles de ce dernier, causant la mort de vingt personnes.

## Administration
| Période                                  | Période | Identité | Étiquette | Qualité |
| ---------------------------------------- | ------- | -------- | --------- | ------- |
|                                          |         |          |           |         |
| Les données manquantes sont à compléter. |         |          |           |         |

### Hameaux
Masi di Cavalese, Cavazzal, Cascata, Marco, Milon.

### Communes limitrophes
Les communes limitrophes sont  Carano, Castello-Molina di Fiemme, Pieve Tesino, Tesero et Ville di Fiemme.

## Sport
- Valdifiemme HC.